# Mercedes-Benz Classe GLC (Type 254)
La Mercedes-Benz GLC Type 254 est un SUV produit par le constructeur automobile allemand Mercedes-Benz à partir de 2022. Elle est la seconde génération de ce modèle après la GLC produite de 2015 à 2022.

## Présentation

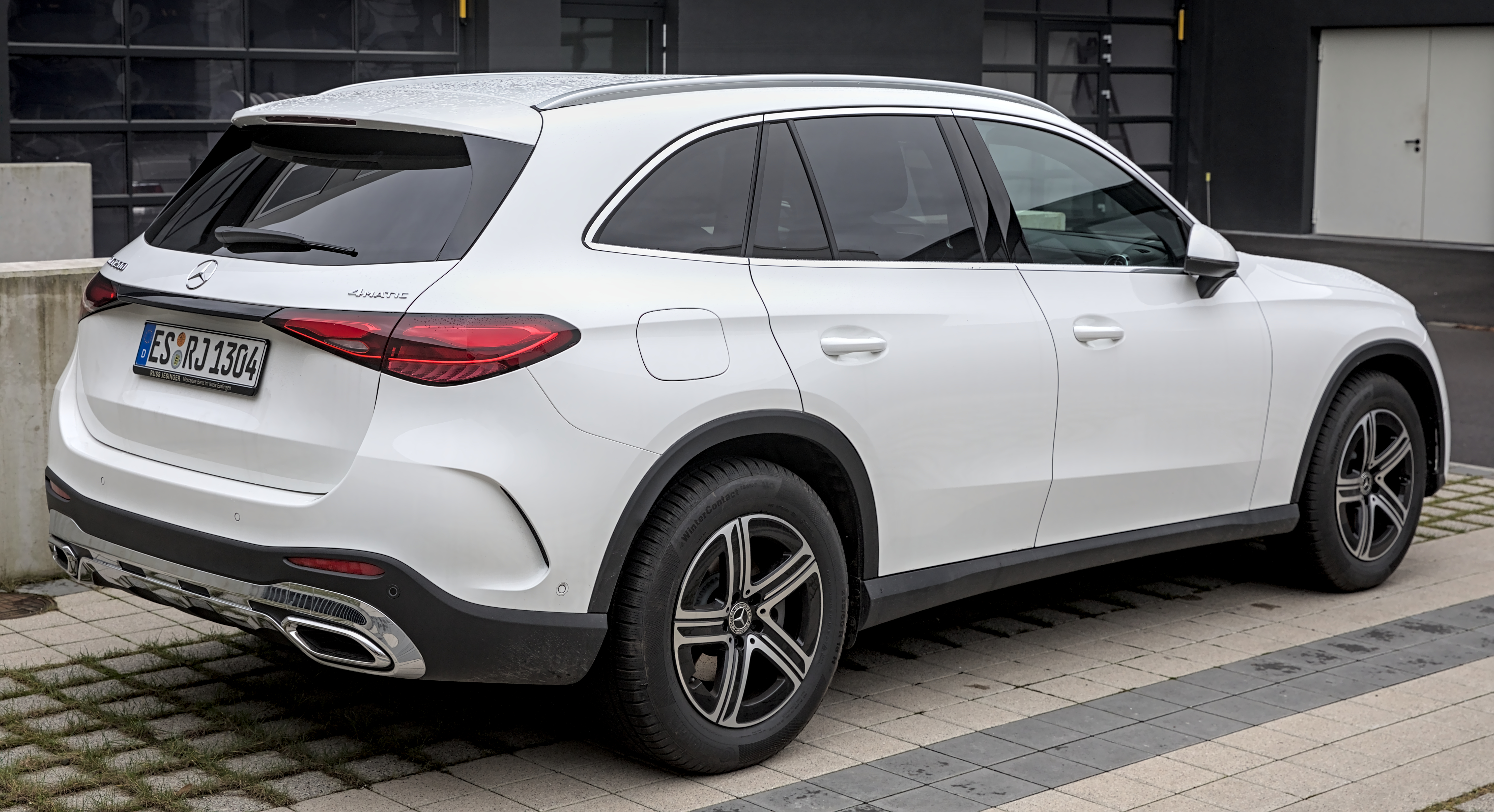
Vue arrière

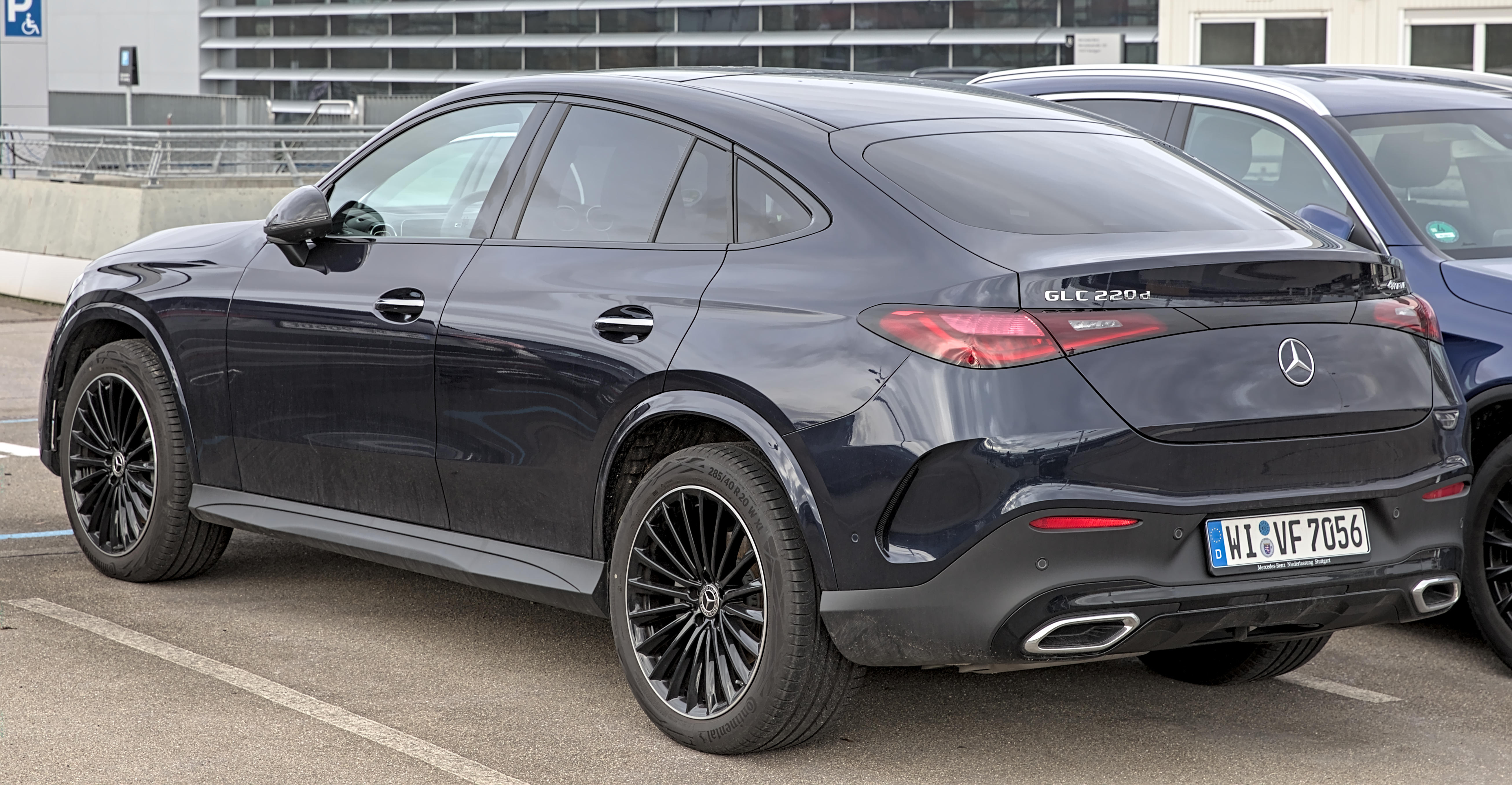
GLC Coupé

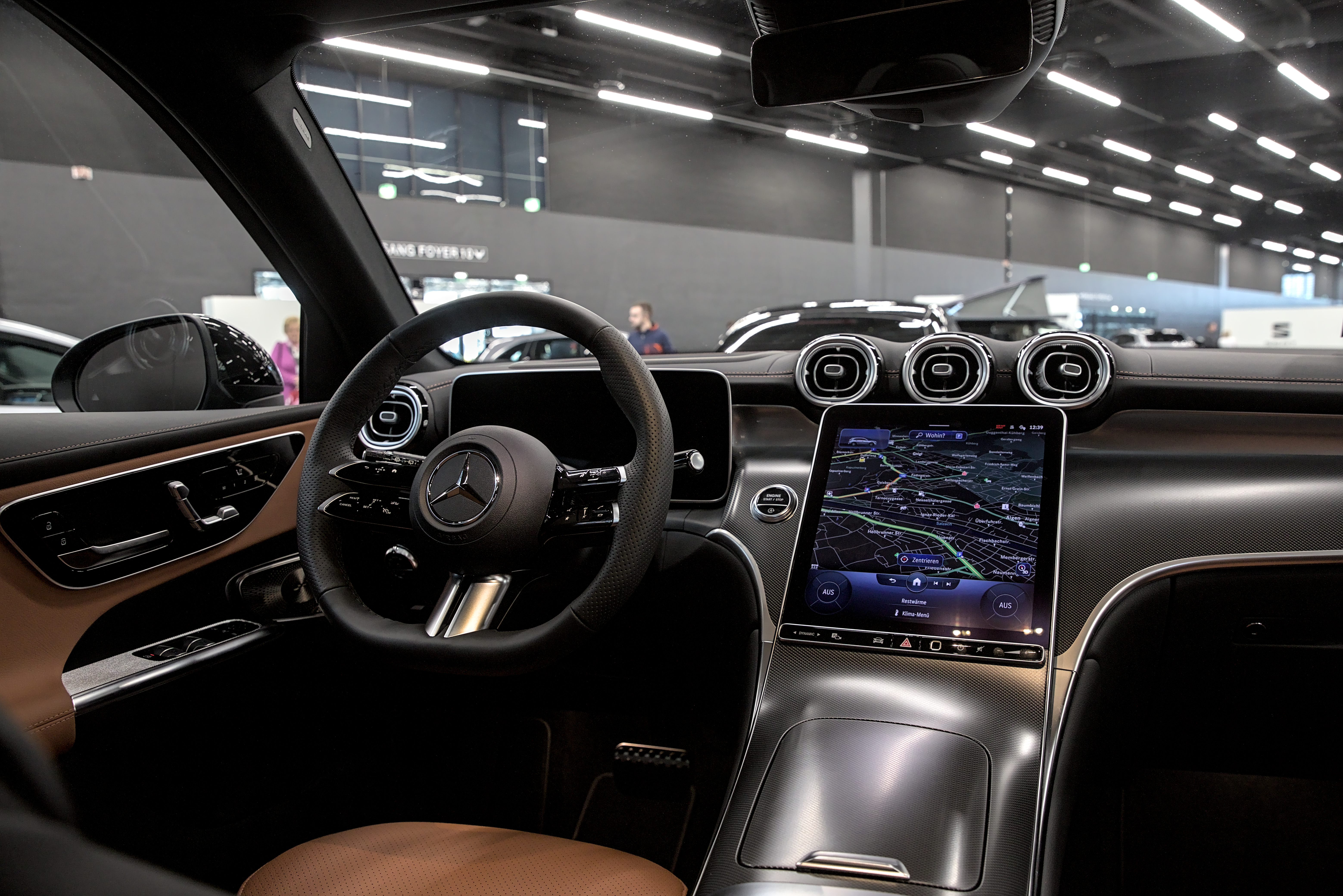
Intérieur

La seconde génération de Mercedes-Benz GLC est présentée le 1er juin 2022. Elle est produite en Allemagne à Brême et Sindelfingen, ainsi qu’en Chine à Pékin.
Ce SUV fait son entrée au catalogue avec la version 220 d en juillet 2022.
La version coupé du GLC est présentée le 14 mars 2023. Le toit plongeant permet au coupé d'abaisser son Cx à 0,27.

## Caractéristiques techniques
La deuxième génération de la GLC fait évoluer son design, et reprend la planche de bord de la Classe C commercialisée en 2021. Ainsi, le SUV dispose d'un écran tactile au format portrait pouvant mesurer 11,9 pouces.
Ce modèle propose, en option, des roues arrière directrices avec un angle de braquage maximal atteignant 4,5°.
Les versions hybrides rechargeables affichent un volume de coffre réduit de 140 dm3, soit 460 dm3 au total.

### Motorisations
Micro-hybrideavec alterno-démarreur électrique de 48 V intégré à la boîte de vitesses offrant un « boost » de 23 ch et 200 N m de couple.
- GLC 200 4Matic : 4-cylindres essence 1 999 cm3, 204 ch, 320 N m de couple
- GLC 300 4Matic : 4-cylindres essence 1 999 cm3, 258 ch et 400 N m de couple
- GLC 220 d 4Matic : 4-cylindres diesel 1 993 cm3, 197 ch et 440 N m de couple

Hybride rechargeableassocié à un moteur électrique de 136 ch et 440 N m de couple alimenté par une batterie d'une capacité de 31,2 kWh.
- GLC 300 e 4Matic : 4-cylindres essence 1 999 cm3, 313 ch et 550 N m de couple
- GLC 400 e 4Matic : 4-cylindres essence 1 999 cm3, 381 ch et 650 N m de couple
- GLC 300 de 4Matic : 4-cylindres diesel 1 993 cm3, 335 ch et 750 N m de couple

## Finitions
- Avantgarde Line
- AMG Line